# ФИЮ Пантерс (баскетбол)
ФИЮ Пантерс (англ. FIU Panthers) — баскетбольная команда, представляющая Международный университет Флориды в первом баскетбольном мужском дивизионе NCAA. Располагается в Майами (штат Флорида). Команда выступает в конференции США (C-USA), а домашние матчи проводит в «FIU-арене». С 15 апреля 2013 года главным тренером команды является Энтони Эванс, тренировавший до этого «Норфолк Стэйт Спартанс».

## Участие в турнире NCAA
Мужская баскетбольная команда Международного университета Флориды всего один раз участвовала в турнире NCAA. В 1995 году под руководством главного тренера Боба Уэлтлича «Пантерс» выиграли баскетбольный турнир TAAC и получили автоматическую квалификацию в турнир NCAA. В первом раунде Западного региона «Пантерс», посеянные под 16 номером, встретились с первым номером посева «УКЛА Брюинз». В матче, проходившим в «Тасо Белл-арене» в Бойсе, «Пантерс» проиграли «Брюинз» со счётом 92:56, а УКЛА, в итоге, выиграли в этом году чемпионат NCAA.

## Игроки «Пантерс» в НБА
| Имя           | Годы в FIU | Команда         |
| ------------- | ---------- | --------------- |
| Карлос Арройо | 1998-2001  | Бостон Селтикс  |
| Раджа Белл    | 1999-2000  | Юта Джаз        |
| Клайд Корли   | 1982-1983  | Даллас Маверикс |

## Достижения
- Участие в NCAA: 1995